# العلاقات البوروندية القبرصية
العلاقات البوروندية القبرصية هي العلاقات الثنائية التي تجمع بين بوروندي وقبرص.

## مقارنة بين البلدين
هذه مقارنة عامة ومرجعية للدولتين:
| وجه المقارنة                                              | بوروندي                                    | قبرص                                                                 |
| --------------------------------------------------------- | ------------------------------------------ | -------------------------------------------------------------------- |
| المساحة (كم2)                                             | 27.83 ألف                                  | 9.24 ألف                                                             |
| عدد السكان (نسمة)                                         | 10.86 مليون                                | 1.14 مليون                                                           |
| الكثافة السكانية (ن./كم²)                                 | 390.23                                     | 123.38                                                               |
| العاصمة                                                   | بوجومبورا، جيتيغا                          | نيقوسيا                                                              |
| اللغة الرسمية                                             | اللغة الكيروندية، لغة فرنسية، لغة إنجليزية | اليونانية الحديثة، اللغة التركية، لغة يونانية                        |
| العملة                                                    | فرنك بوروندي                               | يورو، جنيه قبرصي                                                     |
| الناتج المحلي الإجمالي (بليون دولار)                      | 3.48 مليار                                 | 21.65 مليار                                                          |
| الناتج المحلي الإجمالي (تعادل القوة الشرائية) بليون دولار | 8.13 مليار                                 | 26.73 مليار                                                          |
| الناتج المحلي الإجمالي الاسمي للفرد دولار أمريكي          | 277                                        | 23.24 ألف                                                            |
| الناتج المحلي الإجمالي للفرد دولار أمريكي                 | 77                                         | 30.24 ألف                                                            |
| مؤشر التنمية البشرية                                      | 0.400                                      | 0.850                                                                |
| رمز المكالمات الدولي                                      | +257                                       | +357                                                                 |
| رمز الإنترنت                                              | .bi                                        | .cy                                                                  |
| المنطقة الزمنية                                           | ت ع م+02:00                                | ت ع م+02:00، ت ع م+03:00، توقيت شرق أوروبا، توقيت شرق أوروبا الصيفي ‏ |

## منظمات دولية مشتركة
يشترك البلدان في عضوية مجموعة من المنظمات الدولية، منها:
| علم المنظمة | اسم المنظمة                               | تاريخ انضمام بوروندي | تاريخ انضمام قبرص |
| ----------- | ----------------------------------------- | -------------------- | ----------------- |
|             | مؤسسة التنمية الدولية                     | 28 سبتمبر 1963       | 2 مارس 1962       |
|             | يونسكو                                    | 16 نوفمبر 1962       | 6 فبراير 1961     |
|             | مؤسسة التمويل الدولية                     | 28 نوفمبر 1979       | 2 مارس 1962       |
|             | منظمة حظر الأسلحة الكيميائية              | ?                    | ?                 |
|             | الأمم المتحدة                             | 18 سبتمبر 1962       | 20 سبتمبر 1960    |
|             | الاتحاد الدولي للاتصالات                  | 16 فبراير 1963       | 24 أبريل 1961     |
|             | منظمة الشرطة الجنائية الدولية             | ?                    | ?                 |
|             | البنك الدولي للإنشاء والتعمير             | 28 سبتمبر 1963       | 21 ديسمبر 1961    |
|             | الاتحاد البريدي العالمي                   | ?                    | ?                 |
|             | المركز الدولي لتسوية المنازعات الاستشارية | 5 ديسمبر 1969        | 25 ديسمبر 1966    |
|             | وكالة ضمان الاستثمار متعدد الأطراف        | 10 مارس 1998         | 12 أبريل 1988     |
|             | منظمة التجارة العالمية                    | 23 يوليو 1995        | ?                 |

## وصلات خارجية
- موقع وزارة الخارجية القبرصية